# Johnny Cash

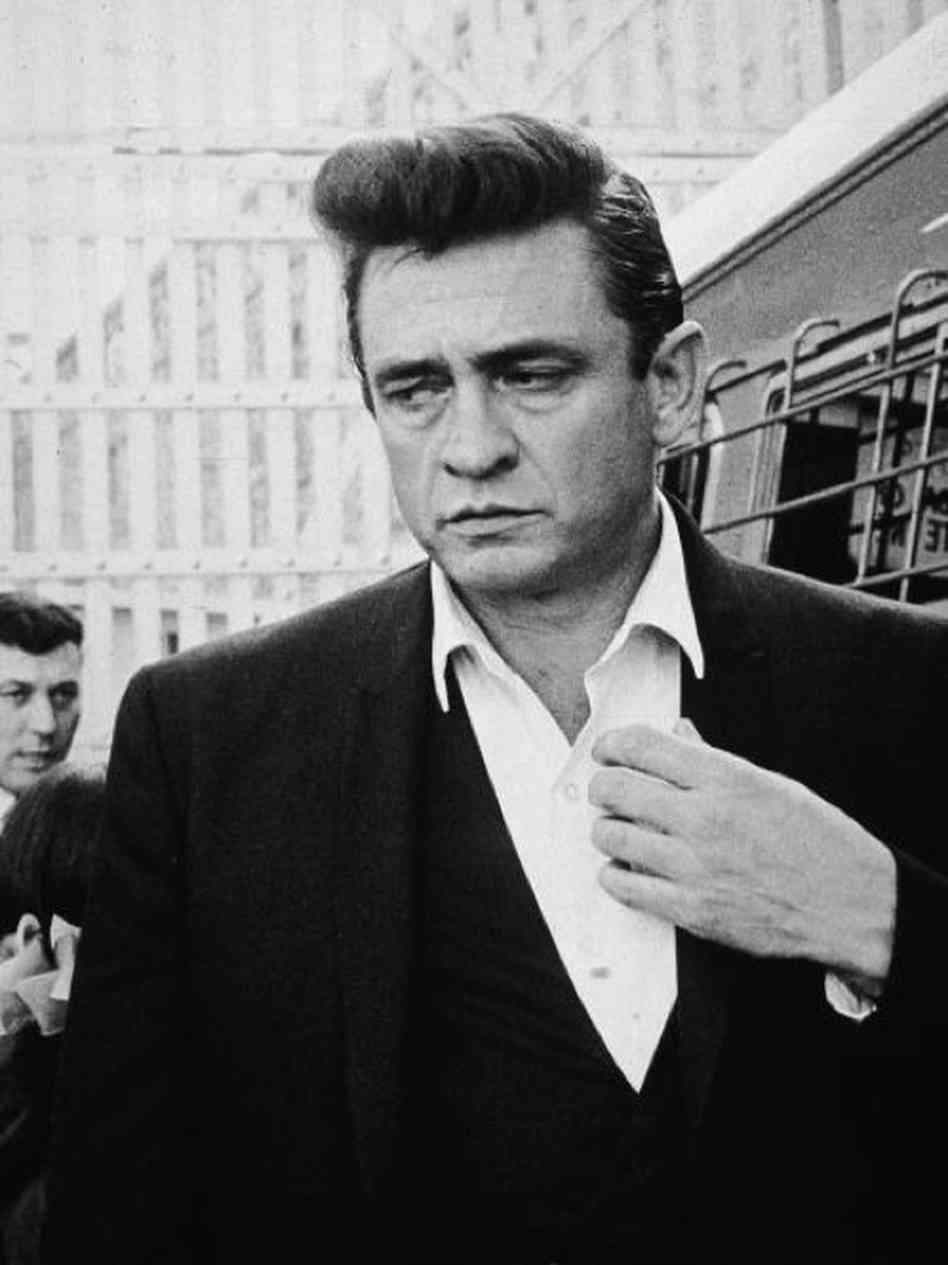
Johnny Cash (1970)

Johnny Cash (* 26. Februar 1932 in Kingsland, Arkansas als J. R. Cash; † 12. September 2003 in Nashville, Tennessee) war ein US-amerikanischer Country-Musiker, -Sänger und Songschreiber. Er trat auch in Filmen und Fernsehserien als Schauspieler auf.
Er ist bekannt für seine markante Bassbariton-Stimme und den sogenannten „Boom-Chicka-Boom“-Sound seiner Begleitband Tennessee Three sowie seine kritischen und unkonventionellen Texte. Sein musikalisches Spektrum reicht von den 1950er Jahren mit Country, Gospel, Rockabilly, Blues, Folk und Pop bis hin zum Alternative Country Anfang des 21. Jahrhunderts.
Er erreichte mit 13 Singles Platz eins der amerikanischen Country-Charts; die erste war 1956 I Walk the Line, die letzte 1976 One Piece at a Time. Viele seiner Platten konnten sich auch in den amerikanischen Pop-Charts platzieren. Berühmt sind seine Konzerte Ende der 1960er Jahre in den Gefängnissen Folsom und San Quentin. Johnny Cash, der den Beinamen „Man in Black“ trug, gilt als einer der einflussreichsten Country-Musiker. Er schrieb etwa 500 Songs, verkaufte mehr als 90 Millionen Tonträger und wurde mit 13 Grammy Awards ausgezeichnet.

## Biografie

### Erste Jahre

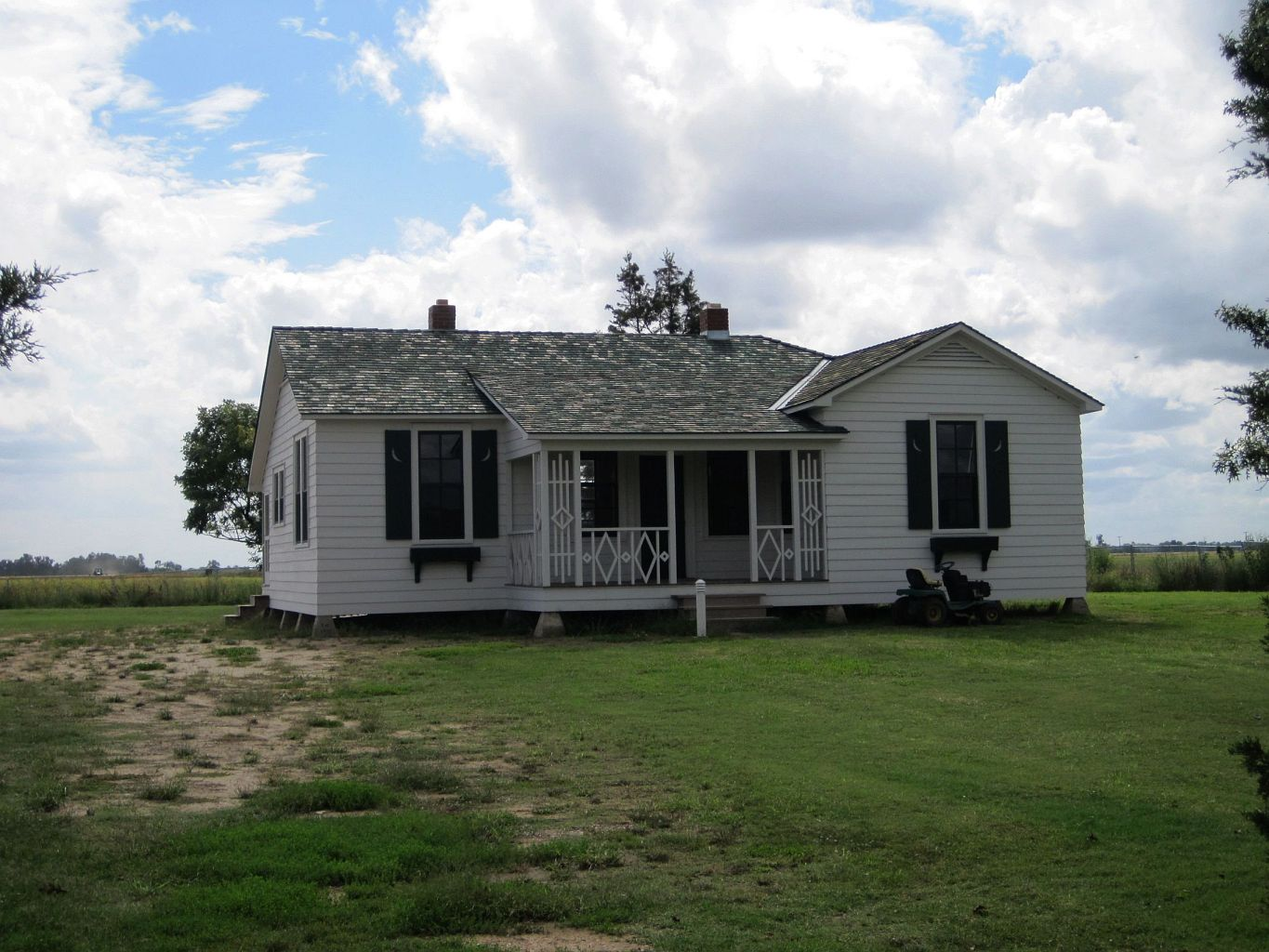
Das Haus in Dyess, in dem Johnny Cash aufwuchs.

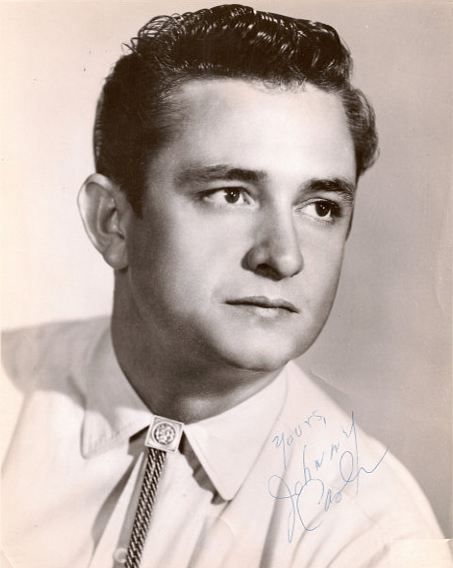
Johnny Cash (1955)

J. R. Cash war das vierte von sieben Kindern des mittellosen Farmers Raymond Cash (* 13. Mai 1897, Kingsland, Arkansas, † 23. Dezember 1985, Hendersonville, Tennessee) und dessen Frau Carrie Rivers Cash (* 13. März 1904, Rison, Arkansas, † 11. März 1991, Hendersonville, Tennessee). Sein Vorname lautet tatsächlich „J. R.“ und war ein Kompromiss aus dem von der Mutter präferierten „John“ und „Ray“ nach dem Vater.
Drei Jahre nach seiner Geburt zog die Familie auf eine Farm in Dyess, Arkansas, die der Familie im Rahmen des New Deal unter Präsident Franklin D. Roosevelt günstig zur Verfügung gestellt worden war. Das nahe am Tyronza River gelegene Haus, in dem Cash bis zu seinem Highschool-Abschluss wohnte, wurde zweimal durch Hochwasser beschädigt, worauf sich sein später geschriebener Song Five Feet High and Rising bezieht. Seit Mai 2018 ist das Haus im National Register of Historic Places eingetragen.
Schon im Alter von fünf Jahren arbeitete Cash auf den Baumwollfeldern. Er hatte sechs Geschwister: Roy, Louise, Jack, Reba, Joanne und Tommy. Sein zwei Jahre älterer Bruder Jack starb im Mai 1944 im Alter von 14 Jahren bei einem Unfall mit einer Kreissäge.
Johnny Cashs Mutter schenkte ihm seine erste Gitarre, als er zehn Jahre alt war, und er erhielt in dieser Zeit auch einige Gesangsstunden. Im Mai 1950 hatte Cash anlässlich seiner Abschlussfeier auf der Highschool seinen ersten Solo-Auftritt als Sänger. Nach seinem Schulabschluss arbeitete er zunächst unter anderem am Fließband der Fisher-Automobilwerke in Pontiac, Michigan, sowie in einer Margarinefabrik in Texas.
1950 ging Cash zur U.S. Air Force, wo er seinen Vornamen in „John R.“ änderte, weil das Militär Initialen als Vornamen nicht akzeptierte. Ab Oktober 1951 wurde er auf dem Fliegerhorst Landsberg/Lech bei der 12th Radio Squadron Mobile (RSM) des United States Air Force Security Service (USAFSS) eingesetzt und hörte auf einer Abhörstation Morsecodes aus dem sowjetischen Funkverkehr ab.
In Landsberg kaufte er sich im Musikhaus Ballach für 20 DM eine Gitarre und begann, damit auf Bühnen aufzutreten. Hier gründete Cash, der neben Gitarre auch Mundharmonika spielte, seine erste Band, die Landsberg Barbarians, eine Anspielung auf die in Landsberg verlegte Truppenzeitung The Landsberg Bavarian. Nachdem er im Oktober 1951 im „Amerikino“ in der Kaserne den Film Inside the Walls of Folsom Prison (deutscher Filmtitel: Meuterei im Morgengrauen) gesehen hatte, schrieb er den Folsom Prison Blues.
Ab Februar 1952 trat er regelmäßig als Sänger bei den Wohltätigkeitsveranstaltungen der US-Streitkräfte auf, meist zugunsten hilfsbedürftiger deutscher Kinder. Nachdem er seine Militärzeit im Juni 1954 als Staff Sergeant beendet hatte, zog er nach Memphis und heiratete die zwei Jahre jüngere Vivian Liberto, die er 1951 in San Antonio kennengelernt hatte. Aus dieser Ehe stammen seine Töchter Rosanne (* 1955), Kathleen (Kathy, * 1956), Cindy (* 1959) und Tara (* 1961).

### Karrierebeginn
Tagsüber arbeitete Cash als Vertreter für Elektrogeräte, abends spielte er zusammen mit den Tennessee Two, dem Gitarristen Luther Perkins und dem Bassisten Marshall Grant (aus denen 1960 mit dem Schlagzeuger W. S. Holland die Tennessee Three wurden), in verschiedenen Clubs in Memphis. Da Cashs Band zu dieser Zeit noch keinen Schlagzeuger hatte, ließ er ein Stück Papier hinter die Saiten der Rhythmusgitarre klemmen; dieses perkussive Schnarren wurde zum typischen Merkmal, ebenso wie der berühmte „Boom-Chicka-Boom“-Sound von Perkins. Die Bezeichnung ist eine lautmalerische Beschreibung für den schnellen, stampfenden Klang ähnlich dem eines fahrenden Güterzugs (Freight train rhythm).
Schließlich stellte Cash sich Sam Phillips vor, dem Besitzer und Produzenten von Sun Records, der ihn unter Vertrag nahm. Cashs erste Single bei Sun Records, Hey, Porter / Cry! Cry! Cry!, erschien am 21. Juni 1955 und erreichte Platz 14 der US-Country-Charts. Im August 1955 hatte Cash seinen ersten großen Auftritt im Vorprogramm von Elvis Presley.
Cashs nächste Veröffentlichung, Folsom Prison Blues mit der Rückseite So Doggone Lonesome, die im Dezember 1955 erschien, erreichte bereits Platz 4 der Country-Hitparade. Einen Teil des Textes des Folsom Prison Blues hatte Cash dem Stück Crescent City Blues von Gordon Jenkins aus dem Jahr 1954 entnommen; er wurde wegen Plagiats verklagt und musste eine Ausgleichszahlung von 75.000 US-Dollar leisten. I Walk the Line mit der B-Seite Get Rhythm vom Mai 1956 schaffte es schließlich auf Platz 1 der Country-Charts und konnte sich auch unter den Top 20 der Pop-Charts platzieren.
Am 4. Dezember 1956 fanden die bekannten „Sun Session“-Aufnahmen des sogenannten „Million Dollar Quartets“ mit den Rock-’n’-Roll-Größen Carl Perkins und Jerry Lee Lewis, die ebenfalls bei Sun Records unter Vertrag waren, sowie Elvis Presley statt. Cash ist auf den Aufnahmen, die bisher erschienen sind, nicht zu hören, obwohl sowohl Perkins als auch Cash immer wieder von mehr als den bisher bekannten Aufnahmen sprachen, auf denen auch Cash zu hören sein soll.
1956 lernte Cash hinter der Bühne der Country-Radio-Show Grand Ole Opry in Nashville, die damals noch im Ryman Auditorium aufgezeichnet wurde, seine spätere Ehefrau June Carter von der berühmten Carter Family kennen, die er schon seit seiner Kindheit bewunderte. Zu dieser Zeit begann Cash auch, jedes seiner Konzerte mit den Worten „Hello, I’m Johnny Cash“ zu eröffnen, was zu seinem Markenzeichen wurde.

### Weitere Erfolge

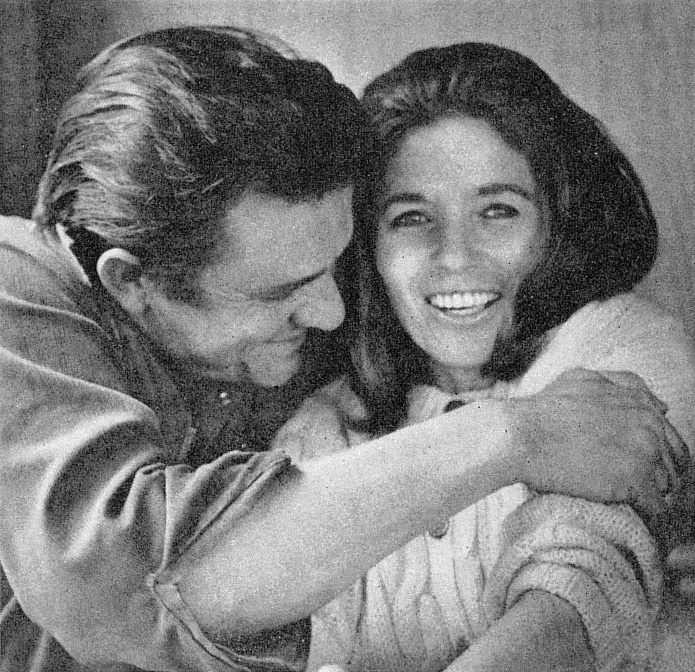
Johnny Cash und June Carter Cash, 1969

Zum Ende der 1950er Jahre ging es mit Cashs Karriere steil bergauf, und er war ständig auf Tournee, was die Ehe mit Vivian Liberto sehr belastete. Cash hielt dem Konzertstress nur schwer stand und nahm nach eigener Aussage 1957 während einer Tour mit den Musikern Faron Young und Ferlin Husky seine erste Benzedrintablette. In der Folgezeit griff er immer häufiger zu Alkohol, Amphetaminen und Barbituraten.
1958 zog Cash mit seiner Familie nach Kalifornien und wechselte zu Columbia Records, die ihm ein lukratives Angebot machten. Dort erschien im November desselben Jahres das Album The Fabulous Johnny Cash, das unter anderem den Nr.-1-Hit Don’t Take Your Guns to Town enthielt. Mit diesem Album erweiterte Cash sein musikalisches Spektrum um Pop, Folk und Gospel. 1958 trat er im Unteroffizierclub (NCO Club) auf der Rhein-Main Air Base vor US-Soldaten und am 20. September 1959 bei einem Festival in Frankfurt am Main auf.
Das Album Songs of Our Soil, größtenteils bei einer einzigen Session im März 1959 aufgenommen, ist im Americana-Stil gehalten. Der bekannteste Song hieraus ist Five Feet High and Rising, ein Lied über das Mississippi-Hochwasser, das in den 1930er Jahren beinahe das Haus der Cashs in Arkansas weggerissen hätte. Neben Songs auf Englisch hat Cash zwischen 1959 und 1965 auch Songs in Deutsch und Spanisch aufgenommen. Vom 2. bis 11. Dezember 1960 tourte er in Westdeutschland mit Auftritten durch mehrere US-Militärstützpunkte.
Am 25. März 1963 nahm Cash den Song Ring of Fire auf, der in seiner Version, unterlegt mit den markanten Mariachi-Trompeten, ein Welthit wurde. Das Lied hatte Merle Kilgore zusammen mit June Carter geschrieben, die darin Cashs Sucht und ihre verbotene Liebe zu ihm beschreibt. Cash und Carter waren beide zu diesem Zeitpunkt noch mit anderen Partnern verheiratet, aber seit langem ineinander verliebt, und ab 1961 wurde Cash von June Carter und der Carter Family auf seinen Tourneen begleitet.
Anfang der 1960er Jahre erschienen einige Konzeptalben Cashs, unter anderem im September 1964 das wütende Bitter Tears: Ballads of the American Indian, auf dem sich das Aufkommen der US-amerikanischen Indianerbewegung und die zunehmende Empörung über den Umgang der US-Bürger mit den Ureinwohnern des Landes niederschlagen. Auf diesem Album verwendet Cash Stammestrommeln und indianische Gesänge, identifiziert sich mit den Unterdrückten und bezichtigt die US-Präsidenten des Betruges an den Indianern. Ein Höhepunkt des Albums ist The Ballad of Ira Hayes, eine Hymne an den gleichnamigen indianischen Kriegshelden, der als bettelarmer Alkoholiker starb. Mit diesem in kommerzieller Hinsicht riskanten Projekt begründete Cash bei der aufkommenden Protestbewegung und der damit verbundenen Subkultur seinen Ruf als glaubwürdiger Künstler.

### Abhängigkeit

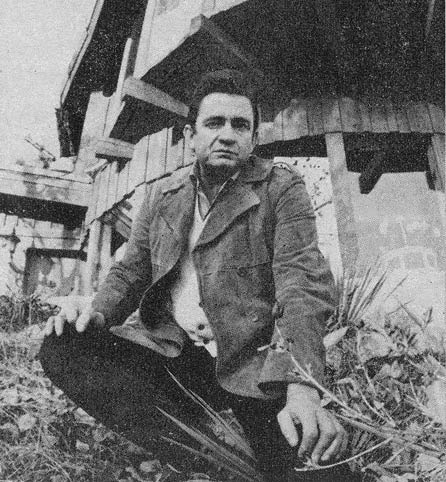
Cash vor seinem Haus, 1969

Obwohl Cash seinen Fans das romantische Image vom Gesetzlosen verkaufte, war er nur einige Male kurzfristig wegen kleinerer Vergehen im Gefängnis. Am 27. Juni 1965 verursachte er durch einen defekten Auspuff seines Wohnmobils im Los-Padres-Nationalpark ein Großfeuer, das 205 Hektar Wald vernichtete; Cash musste 82.000 Dollar Schadenersatz zahlen. Am 4. Oktober 1965 wurde er auf dem Flughafen von El Paso, Texas, verhaftet, als er in seinem Gitarrenkoffer über 1000 Amphetamintabletten von Mexiko in die USA geschmuggelt hatte.
Seine Tablettenabhängigkeit war auf dem Höhepunkt angekommen, was zur Scheidung von Vivian Liberto, Gewaltausbrüchen auf der Bühne und einigen Konzertabsagen führte. Cash magerte auf 70 kg bei einer Größe von 1,87 m ab, seine Stimme wurde brüchig. 1967 teilte er sich für einige Zeit ein Appartement mit dem Country-Sänger Waylon Jennings, der ebenfalls tablettensüchtig war. Dann kaufte Cash ein Haus am Old Hickory Lake in Hendersonville in der Nähe von Nashville.
Anfang Oktober 1967, nachdem er mehrere Tage nicht gegessen und geschlafen hatte, zog Cash sich in die Nickajack-Höhle in der Nähe von Chattanooga zurück und legte sich dorthin, um zu sterben. Er schrieb in seiner Autobiografie, dass ihm dort irgendwann klar wurde, dass er seinen Todeszeitpunkt nicht selbst bestimmen könne. Zitat: „Ich würde sterben, wenn Gott die Zeit für gekommen hielt, und nicht, wenn ich es wollte.“ June Carter und ihre Eltern standen Cash bei seinem nun folgenden schwierigen Entzug zur Seite und schirmten ihn vor allem von Leuten ab, die ihm Tabletten besorgt hatten. Am 11. November 1967 gab Cash an der Highschool von Hendersonville sein erstes Konzert in nüchternem Zustand seit mehr als zehn Jahren.

### Legendäre Konzerte
Als Nächstes versuchte Cash, seine Plattenfirma von der Aufnahme eines Live-Albums in einer Strafanstalt zu überzeugen, die diesen Plan zunächst als unrentabel verwarf. Cash setzte sich schließlich durch und nahm am 13. Januar 1968 zusammen mit June Carter, Carl Perkins, den Statler Brothers und der Carter Family das Album At Folsom Prison im kalifornischen Folsom State Prison auf, das Platz 1 der Country-Album-Charts belegte.
Nachdem sich June Carter wegen Cashs Drogen- und Alkoholabhängigkeit lange geweigert hatte, ihn zu heiraten, nahm sie am 22. Februar 1968 seinen Heiratsantrag an, den er ihr auf der Bühne während eines Konzertes in London in Kanada machte. Sie heirateten am 1. März 1968 in Franklin, Kentucky.
Beim zweiten Live-Album aus einem Gefängnis wurde der im August 1968 bei einem Hausbrand verstorbene Cash-Gitarrist Luther Perkins durch Bob Wootton ersetzt, der Cash bis an dessen Lebensende begleiten sollte. Der Erfolg des Folsom-Prison-Albums wurde von At San Quentin mit der Nr.-1-Single A Boy Named Sue noch übertroffen und erreichte sowohl in den Country- als auch in den Pop-Album-Charts Platz 1. Dieser Auftritt in der Strafanstalt San Quentin in Kalifornien am 24. Februar 1969 machte Cash auch international bekannt. Ein Filmmitschnitt des britischen Fernsehsenders „Granada Television“ wurde von den großen Sendeanstalten wegen Cashs gesellschaftskritischer Aussagen zunächst jedoch nicht ausgestrahlt.
Am 5. Dezember 1969 spielte Cash vor 21.000 Zuschauern im ausverkauften Madison Square Garden in New York City. Das dazugehörige Live-Album At Madison Square Garden wurde erst 2002 veröffentlicht. Mit Cash auf der Bühne waren erneut Carl Perkins, die Statler Brothers, die Carter Family und sein Bruder Tommy Cash. June Carter Cash fehlte bei diesem Auftritt, da sie schwanger war. Am 3. März 1970 wurde das einzige gemeinsame Kind von Johnny und June, John Carter Cash, geboren.

### The Man in Black

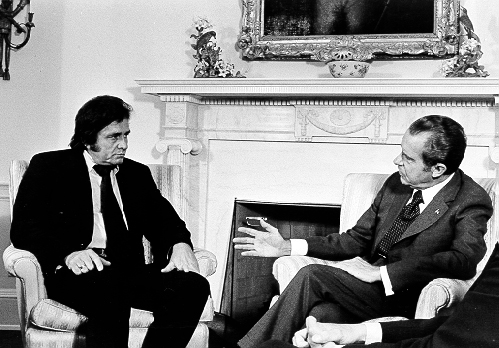
Johnny Cash im Gespräch mit Richard Nixon im Juli 1972

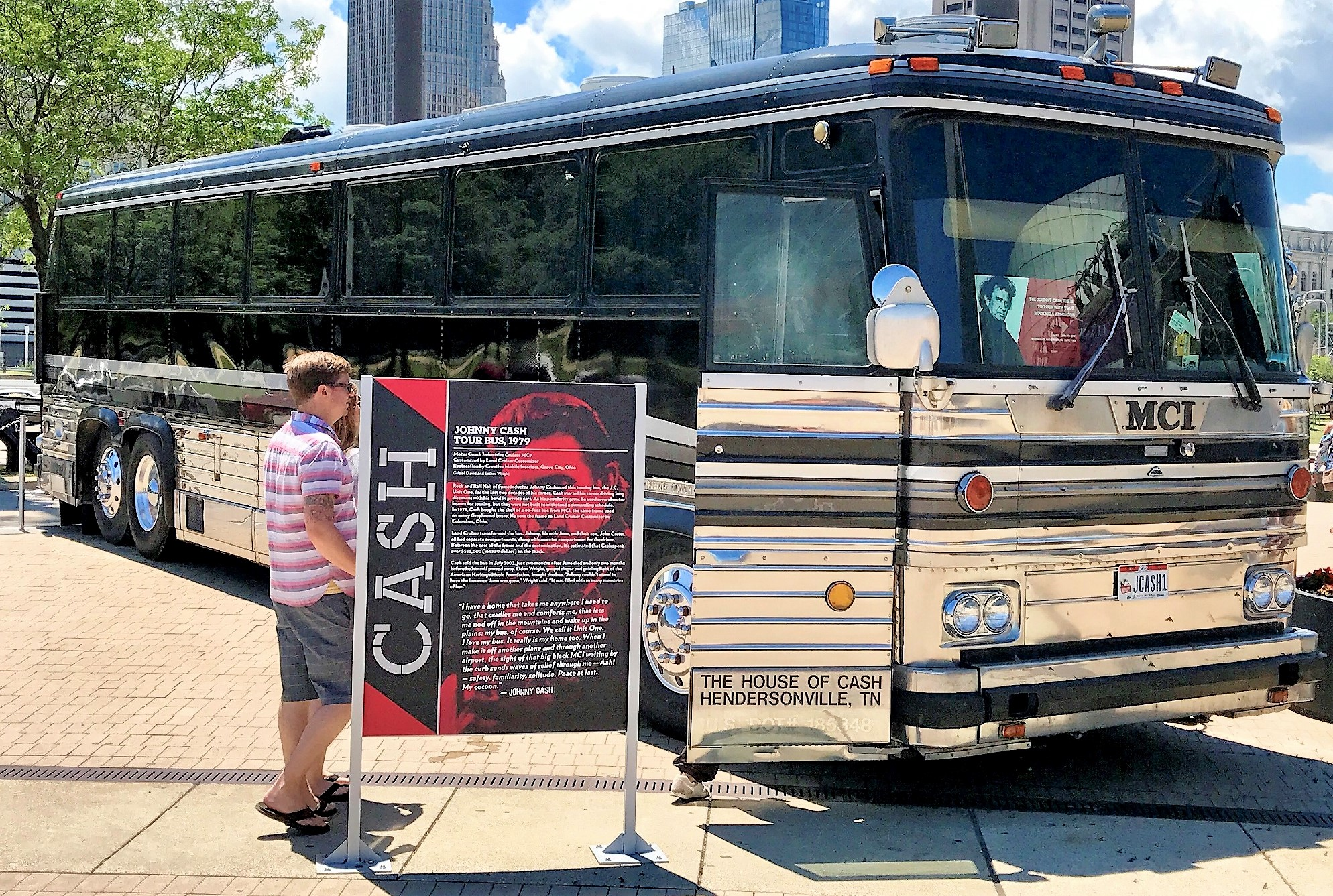
Tourbus von Johnny Cash

Am 7. Juni 1969 hatte The Johnny Cash Show beim US-Sender ABC Premiere. Die im Ryman Auditorium aufgezeichnete Fernsehsendung wurde jeden Samstagabend zur besten Sendezeit ausgestrahlt. Gäste in der ersten Ausgabe waren unter anderem Bob Dylan, mit dem Cash befreundet war, seit sie in den späten 1960ern in New York Nachbarn gewesen waren, und Joni Mitchell. Den Statler Brothers verhalf Cash zur Karriere, indem er sie als Hausband der Show engagierte. Weitere berühmte Gäste waren beispielsweise Neil Young, The Monkees, Stevie Wonder und Ray Charles sowie viele Größen aus der Country-Szene. Auch Country-Sänger und Songwriter Kris Kristofferson wurde durch einen Auftritt in Cashs Show populär. Die Show lief erfolgreich bis 1971.
1970 gab Cash für den damaligen Präsidenten Richard Nixon ein Konzert im Weißen Haus. 1971 spielte Cash zusammen mit Kirk Douglas in dem Western Rivalen des Todes – Gunfight. In den frühen 1970er Jahren begann Cash, nur noch in schwarzer Kleidung aufzutreten, was ihm den Beinamen „Man in Black“ einbrachte. Seine Kleidung stand in starkem Kontrast zu den sonst üblichen farbenfroh-kitschigen Hemden der Country-Musiker dieser Zeit. Im Juni 1971 veröffentlichte Cash den Song Man in Black; das gleichnamige Album war die achte und zu Cashs Lebzeiten letzte Nr.-1-Platzierung eines seiner Solo-Alben in den Country-Charts.

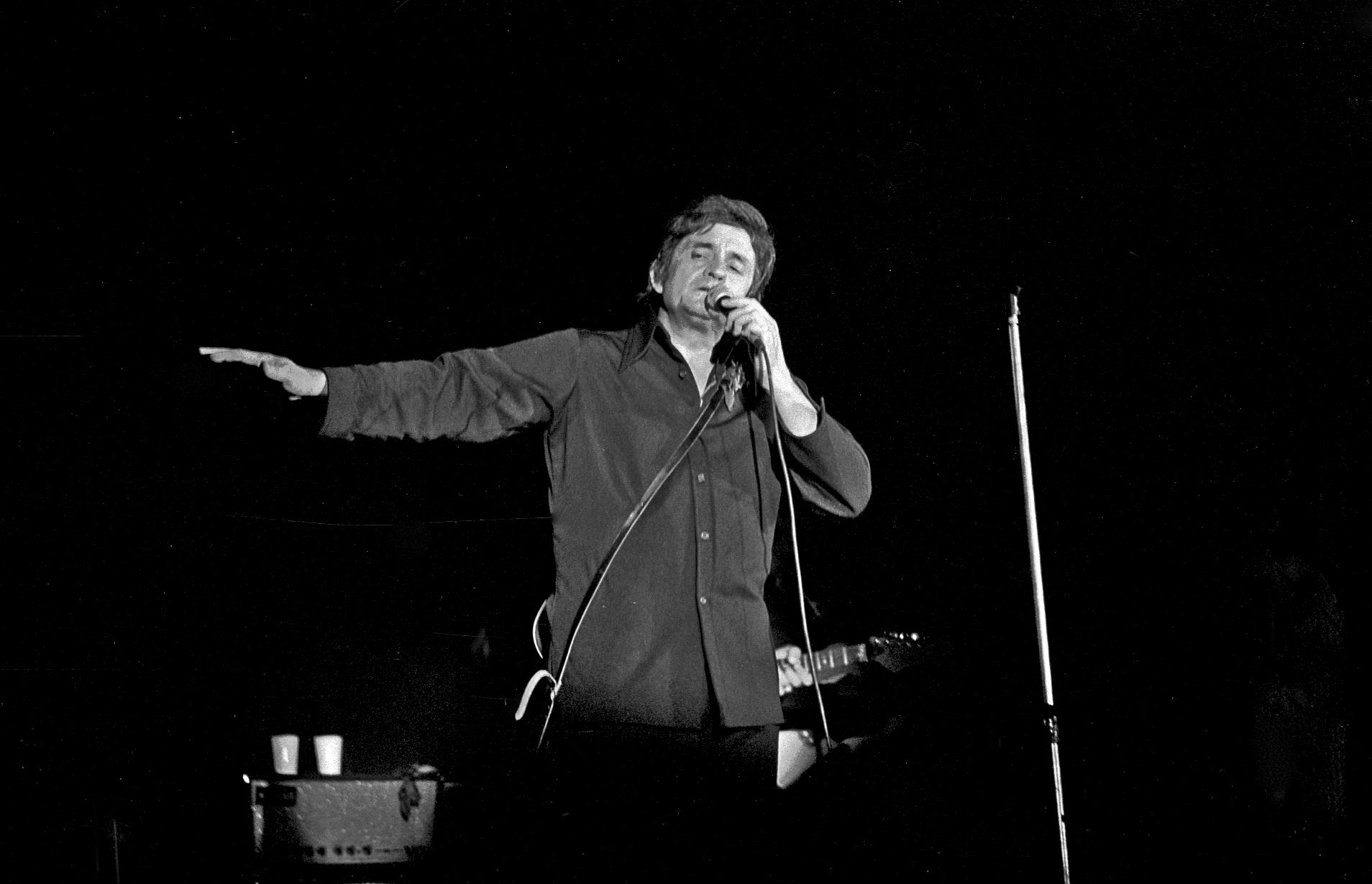
Johnny Cash, 1972

Vom 28. Februar bis 2. März 1972 gab er Konzerte in Frankfurt am Main, Düsseldorf, München und Saarbrücken, am 21. September 1972 in Bremen, am 30. September 1972 für den Beat-Club und am 13. Dezember 1972 für den Musikladen. Mitte der 1970er Jahre sank Cashs Popularität langsam, trotzdem verkauften sich 1975 von seiner Autobiografie Man in Black 1,3 Millionen Exemplare.
Cash übernahm seit Anfang der 1960er Jahre auch immer wieder Fernsehrollen, beispielsweise 1974 in der Folge Schwanengesang der Krimi-Reihe Columbo und 1976 in der Folge Der Mann des Himmels in der Serie Unsere kleine Farm an der Seite seiner Frau June. 1973 erschien der von Cash produzierte und auch musikalisch unterlegte Film The Gospel Road bei 20th Century Fox. Cash schrieb mit Larry Murray das Drehbuch, Regie führte Robert Elfstrom, der auch Jesus spielte. Im Film waren auch Cashs Schwester Reba sowie June Carter und Jimmy Snow als Darsteller zu sehen. Der Soundtrack erschien bei Columbia Records und floppte ebenso wie der Film an den Kinokassen. 1979 errichtete Cash gegenüber seinem Wohnhaus in Hendersonville eine Blockhütte, die zunächst als Rückzugsort für sich und seine Frau gedacht war, doch später auch als Studio genutzt wurde.

### Highwaymen – Die 1980er Jahre

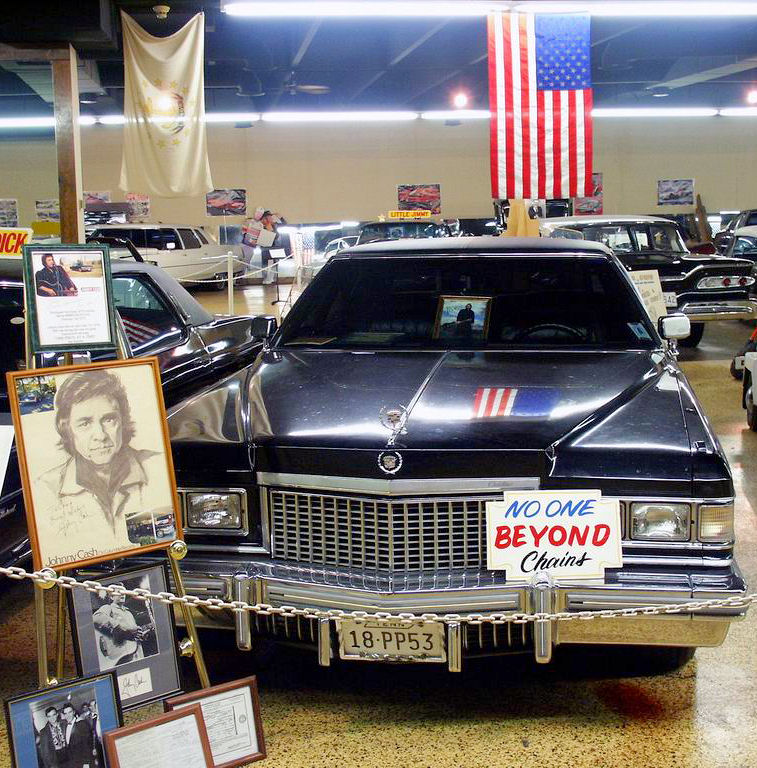
Cashs Auto im Willie-Nelson-Museum in Nashville

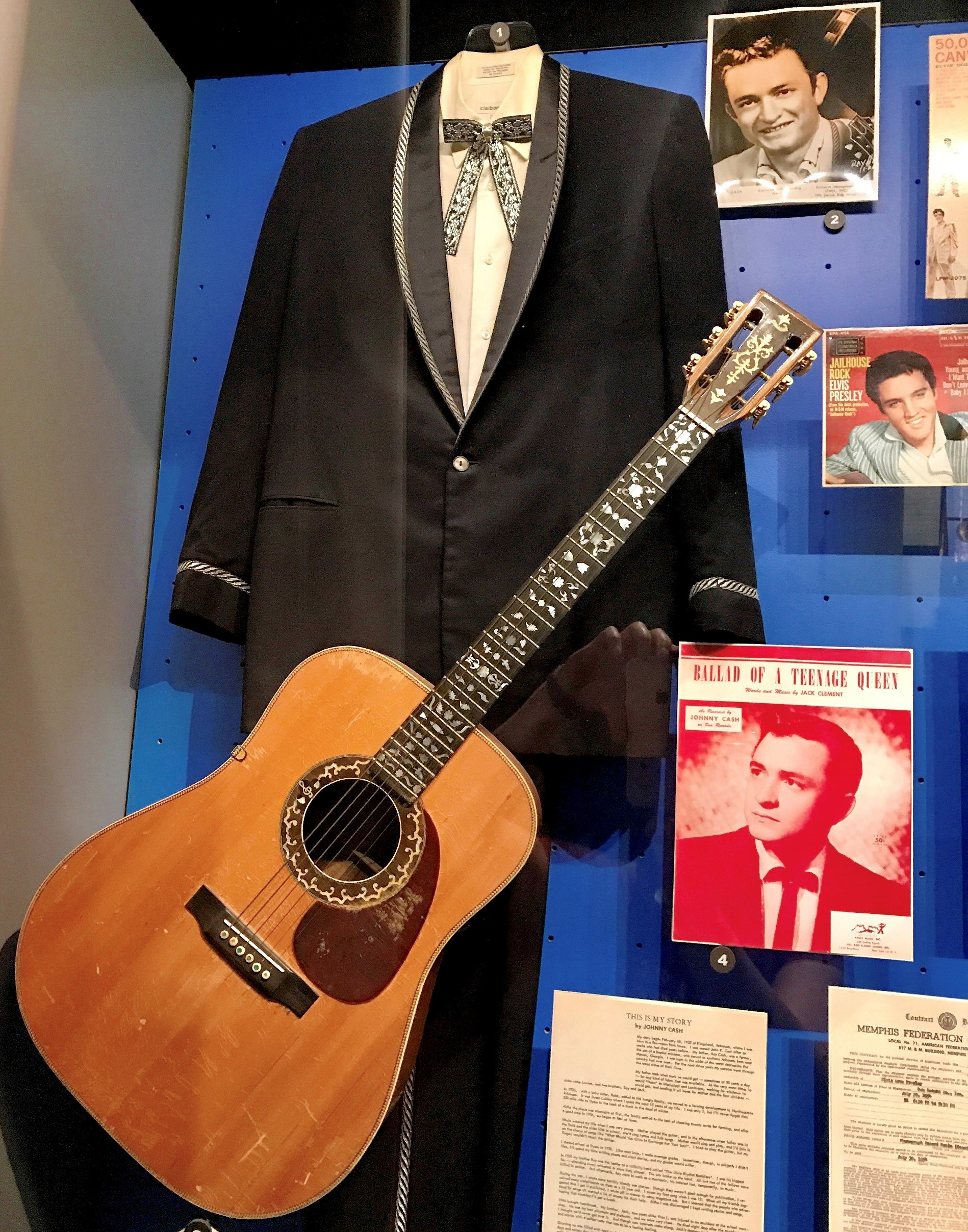
Cashs Anzug und seine Gitarre in der Rock and Roll Hall of Fame in Cleveland

1980 erhielt Cash die höchste Auszeichnung in der Country-Musik. Er wurde in die Country Music Hall of Fame aufgenommen und war mit 48 Jahren der jüngste lebende Künstler, dem diese Ehre zuteilwurde. Vom 7. bis 19. April 1980 gab er 10 Konzerte in Westdeutschland und einen Auftritt in Hannover in der vom ZDF produzierten Sendung Freddy Quinn und seine Freunde.
Im Juni 1980 erschien Cashs Album Rockabilly Blues, bei dem ihn im Studio der New-Wave-Musiker Nick Lowe, Ehemann von Cashs Stieftochter Carlene Carter, begleitete. Ähnlich konzipiert war auch Cashs Album Johnny 99 vom September 1983, auf dem Cash mit Johnny 99 und Highway Patrol Man unter anderem zwei Coverversionen von Bruce Springsteens gerade veröffentlichtem Album Nebraska sang. Bereits seit Ende der 1970er Jahre griff Cash erneut zu Tabletten, bis ihn seine Familie im Dezember 1983 dazu überredete, ins Betty Ford Center, eine Suchtklinik in Kalifornien, zu gehen. Nach einem sechswöchigen Aufenthalt wurde er am 31. Januar 1984 entlassen und nicht wieder rückfällig.
Cash hatte weiterhin Fernsehauftritte, beispielsweise noch im selben Jahr im Bürgerkriegsepos Fackeln im Sturm, in dem er den Abolitionisten John Brown spielte, oder später in den 1990er Jahren zusammen mit seiner Frau June Carter Cash in der Western-Serie Dr. Quinn – Ärztin aus Leidenschaft mit Jane Seymour in der Hauptrolle. Auch auf der Leinwand war er immer wieder zu sehen, beispielsweise 1986 als Frank James an der Seite von Kris Kristofferson im Film Die letzten Tage von Frank und Jesse James.
Cash gehörte mit seiner rebellischen Art und seinen Liedern über Strafanstalten und Revolverhelden seit Ende der 1960er Jahre zu den Wegbereitern der sogenannten Outlaw-Bewegung, die sich gegen die immer glatter werdenden Country-Pop-Produktionen Nashvilles auflehnte. Im Mai 1985 schlossen sich die erfolgreichsten Mitstreiter dieser Bewegung, Waylon Jennings, Willie Nelson und Kris Kristofferson, mit ihrem Freund und Vorbild Johnny Cash zusammen und gründeten The Highwaymen. Mit dem Album Highwayman und dem gleichnamigen Titelsong erreichte Cash das erste Mal seit mehr als 10 Jahren wieder Platz 1 der Country-Charts. 1986 erschien Cashs einziger Roman Man in White, der von Paulus von Tarsus und dem Damaskuserlebnis handelt, der Wandlung „vom Saulus zum Paulus“.
1988 musste sich Cash einer Herzbypass-Operation unterziehen. Gleichzeitig erlebte seine Karriere gegen Ende der 1980er Jahre ihren Niedergang, der auch mit der Umstrukturierung einer sich rein an Marktgesetzen orientierenden Countrymusik-Industrie zusammenhing. Alte Stars wie George Jones, Dolly Parton und eben Cash waren zumindest im Mainstream nicht mehr gefragt. Radiosender und Plattenfirmen ignorierten Künstler, die sich im Hinblick auf den Publikumsgeschmack wenig flexibel zeigten. Mit dem parodistischen Song Chicken in Black arbeitete Cash aktiv an der Demontage der eigenen Legende. Sein Plattenvertrag mit Columbia Records lief aus, es folgte ein Vertrag mit Mercury/PolyGram, aber diese Produktionen waren kommerziell wenig erfolgreich. Das wohl wichtigste Album aus dieser Zeit ist Water From the Wells of Home vom November 1988, auf dem Cash Duette mit bekannten Künstlern wie Linda & Paul McCartney, The Everly Brothers, Emmylou Harris und seinen Kindern Rosanne und John singt.

### Das Comeback –American Recordings

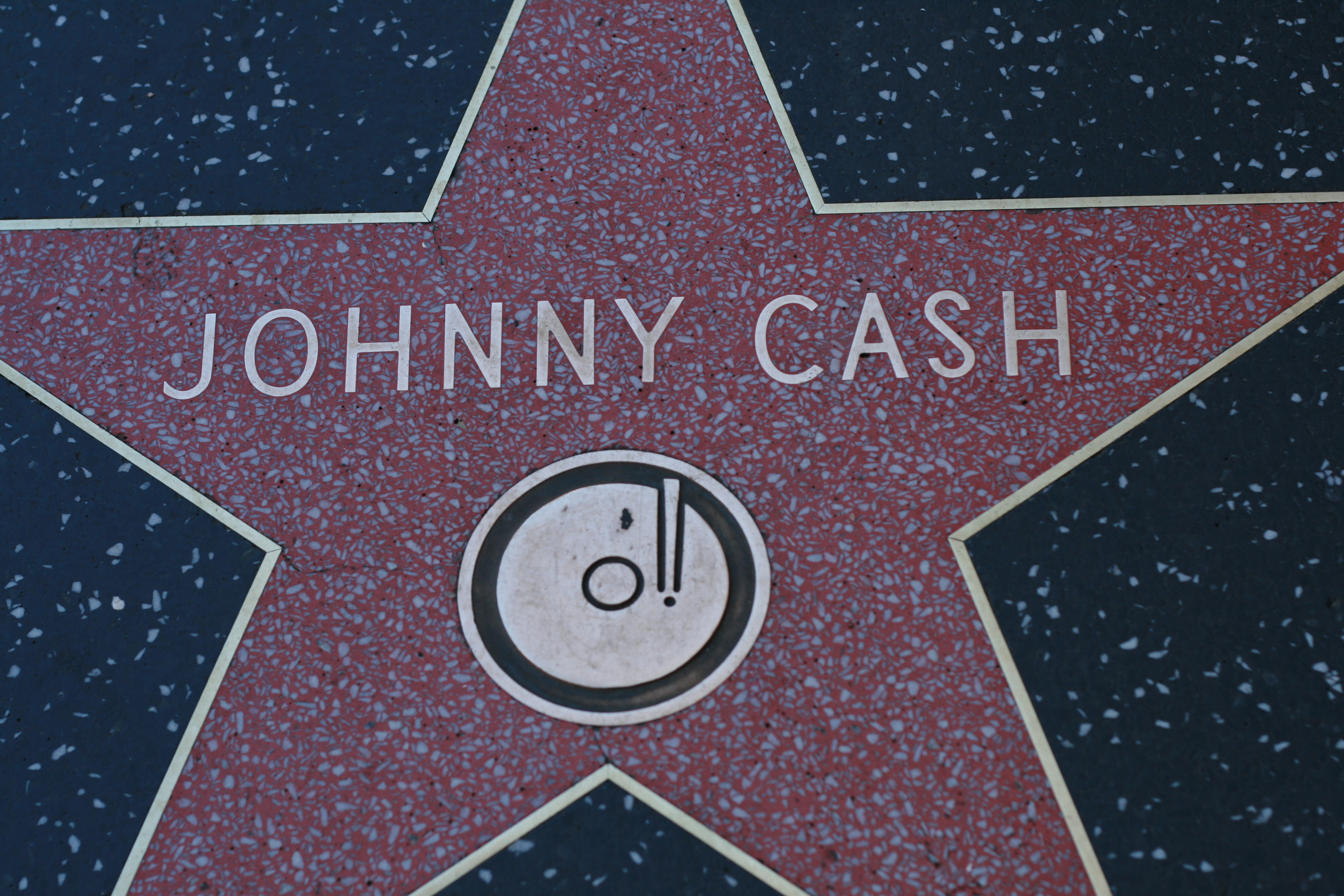
Johnny Cashs Stern auf dem Hollywood Walk of Fame

1992 wurde Cash in die Rock and Roll Hall of Fame aufgenommen und galt für viele jüngere Rockmusiker nach wie vor als Ikone. So schrieb die irische Rockband U2 für ihn den Song The Wanderer, den er für ihr 1993 veröffentlichtes Album Zooropa einsang.
1994 bot ihm Rick Rubin, der eigentlich als Produzent von Hip-Hop- und Metalbands wie Run-D.M.C., den Beastie Boys oder Slayer bekannt war, einen Plattenvertrag an. Für das erste gemeinsame Album mit dem Titel American Recordings machten die beiden viele Experimente. Zunächst wurde in Rubins Wohnzimmer ein Demoband nur mit Cash und seiner akustischen Gitarre produziert, dann arbeitete Cash mit verschiedenen Konstellationen von Bands zusammen, um herauszufinden, wie der „neue“ Cash-Sound klingen sollte. Schließlich entschieden Cash und Rubin sich für die minimalistische Version, wie sie auf dem ursprünglichen Demoband zu hören war. Sie setzten ein Konzert im Viper Room in Los Angeles an und verwendeten die Live-Versionen zweier Songs für das Album.
Eröffnet wird American Recordings mit Delia’s Gone, einer Ballade über einen Mörder, in der Tradition von Cashs düstersten Songs. Mit dem dazugehörigen Video, in dem Topmodel Kate Moss die Hauptrolle spielt, wurde Cash schließlich auch dem jüngeren „MTV-Publikum“ bekannt. Eines der weiteren Highlights des Albums ist Bird on a Wire, ein Song, der ursprünglich von Leonard Cohen stammt.
Für das zweite Album Unchained im Jahr 1996 holte sich Cash Begleitmusiker von Tom Petty & the Heartbreakers, den Red Hot Chili Peppers und Fleetwood Mac. Als Höhepunkte dieses Albums gelten Tom Pettys Southern Accents und das inbrünstig gesungene Spiritual. Bei den Aufnahmen zu diesem Album ging es Cash gesundheitlich schon so schlecht, dass er zwischendurch immer wieder Pausen einlegen musste. Er hatte sich die Blockhütte, die er in den 1970ern gegenüber seinem Wohnhaus errichtet hatte, nun endgültig als Studio Cash Cabin hergerichtet, damit er ungestört an den Aufnahmen arbeiten konnte, ohne weit fahren zu müssen. Viele Songs der American-Recordings-Reihe wurden hier aufgenommen, und sein Sohn John war als Co-Produzent und zweiter Toningenieur an diesen Aufnahmen beteiligt. 
Cash spielte bevorzugt mit einer Martin D-35 Custom. 1997 widmete ihm die Firma zwei Signature-Modelle, die D-42JC Johnny Cash und die D-35 Johnny Cash. Seltener spielte Cash auch auf Gitarren von Guild und Gibson. Bis zum Sommer 1997 gab er mehrere Konzerte in Europa, davon auch einige in Deutschland, Österreich und der Schweiz.
Auf dem im Oktober 2000 erschienenen Album American III: Solitary Man klingt Cashs sonst so fester Bariton erstmals brüchig; auffällig zu hören ist dies bei Tom Pettys I Won’t Back Down. Einer der für Cash ungewöhnlichsten Titel auf diesem Album ist Nick Caves The Mercy Seat, der Monolog eines in der Todeszelle wartenden Strafgefangenen und nach Cashs eigenen Angaben einer seiner Lieblingssongs. Um die Narbe auf Cashs rechter Wange rankten sich viele Gerüchte, bis er im November 2002 zu Gast in Larry Kings Talkshow war und dort erklärte: „I had a cyst removed when I was in the Air Force, that is all.“ („Als ich bei der Air Force war, wurde mir eine Zyste entfernt, das ist alles.“)
Mit Cashs letztem zu Lebzeiten veröffentlichten Album, American IV: The Man Comes Around vom November 2002, gelang ihm mit dem zweiten Platz in den Country-Charts noch einmal ein großer Erfolg. Cashs Gesang ist hier fragil und zurückhaltend. Man hört ihm an, dass er schwerkrank war, die Gebrochenheit seiner Stimme passt zum Grundton des Albums, das vorwiegend von Liebe, Tod und dem Leben danach handelt. Mit dem Titelsong The Man Comes Around machte Cash deutlich, dass er nach wie vor auf der Höhe seiner Schaffenskraft als Songwriter war. 
Das Video des Nine-Inch-Nails-Coversongs Hurt wurde mit dem MTV Video-Music-Award und einem Grammy ausgezeichnet. Beim letzten Song des Albums, We’ll Meet Again, unterstützte ihn gesanglich und instrumental die gesamte „Cash-Gang“ inklusive des Personals. Diese vier letzten Alben Cashs der American-Recordings-Reihe fanden weltweit auch außerhalb der Country-Szene große Anerkennung.

### Krankheit
Im Oktober 1997 wurde Cash bei einem Auftritt in Flint, Michigan, beinahe ohnmächtig, als er ein Plektrum aufheben wollte. Die anschließende Untersuchung ergab zunächst den Verdacht, dass Cash an der Parkinson-Krankheit leide. Es dauerte lange, bis die Ärzte schließlich herausfanden, woran Cash tatsächlich erkrankt war. Anfang 1999 wurde bei ihm das Shy-Drager-Syndrom diagnostiziert, eine Parkinson-ähnliche Krankheit, die nicht heilbar ist. Wenig später wurde Cash mitgeteilt, dass er nicht am Shy-Drager-Syndrom erkrankt sei, sondern an autonomer Neuropathie, einer Erkrankung des Nervensystems, bei ihm vermutlich infolge von Diabetes. 
Cash äußerte später, er habe gewusst, dass er nicht an einer Krankheit leide, die ihn geistig schwächen würde. Cash kämpfte gegen die Krankheit an, und im Frühjahr 1999 teilte er der Zeitung USA Today mit, dass er sich vorgenommen habe, den Namen der Krankheit zu vergessen und ihr keinen Raum in seinem Leben zu geben. Er wolle positiv denken und nicht glauben, dass er eines Tages behindert sein werde.
Im April 1999 wurde ihm zu Ehren im Hammerstein Ballroom in Manhattan das Konzert An All Star Tribute to Johnny Cash aufgezeichnet, bei dem viele Weltstars seine Lieder sangen. Es wurde vom amerikanischen Fernsehsender TNT ausgestrahlt. Cash trat, stark geschwächt und zur Verwunderung und Freude des Publikums, auch selbst auf. Es war sein letzter Auftritt auf einer großen Bühne, danach spielte er nur noch im Carter Family Fold, einer gemeinnützigen Einrichtung der Carter-Familie zur Erhaltung traditioneller Musik in Bristol, Virginia.
Cash musste mehrmals mit einer Lungenentzündung ins Krankenhaus eingeliefert werden. Im Oktober 2001 wurde er so krank, dass die Ärzte ihn für eine Woche beatmen mussten. Außerdem litt er durch heftiges Asthma ständig unter Atemnot, und sein Sehvermögen war durch ein Glaukom stark zurückgegangen.

### Tod

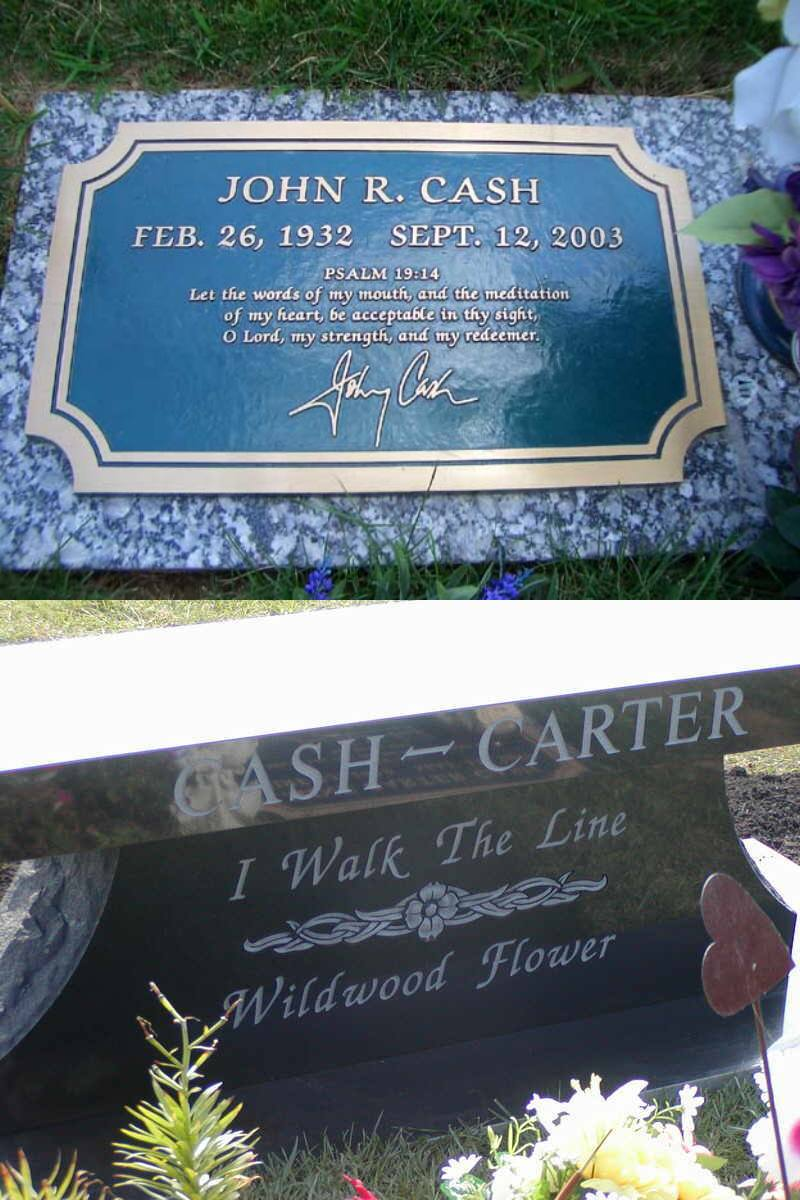
Das Grab von Johnny Cash und June Carter Cash

Am 15. Mai 2003 starb Cashs Ehefrau June Carter Cash im Alter von 73 Jahren an den Folgen einer Herzklappenoperation. Das Paar war 35 Jahre verheiratet. Bei ihrer Beerdigung saß Cash bereits im Rollstuhl. Zehn Tage nach ihrem Tod sagte Cash, er müsse wieder ins Studio und weiterarbeiten: „Ich möchte Musik machen und arbeiten, so gut ich kann. Sie würde das wollen, und ich will es auch.“ Seinen letzten öffentlichen Auftritt hatte Cash am 5. Juli 2003 bei einem Konzert im Carter Family Fold. Das letzte Musikstück, das Cash drei Wochen vor seinem Tod aufnahm, ist das Traditional Engine 143. Es wurde 2004 auf der Tribute-CD The Unbroken Circle – The Musical Heritage of the Carter Family veröffentlicht.
Am 11. September 2003 telefonierte Rick Rubin zum letzten Mal mit Cash, um ihm mitzuteilen, dass er ihm Abmischungen für die CD-Box Unearthed schicken werde. Cash konnte diese nicht mehr anhören, er starb am nächsten Tag, dem 12. September 2003, im Alter von 71 Jahren im Baptist Hospital in Nashville an Lungenversagen. Johnny Cash wurde neben seiner Frau auf dem Friedhof Hendersonville Memory Gardens nahe seinem Wohnhaus in Hendersonville, Tennessee, bestattet.

## Nach Cashs Tod
Im Dezember 2003 kam eine 5-CD-Box mit dem Titel Unearthed in den Handel, auf der über 60 unveröffentlichte Songs aus den American Recordings Sessions enthalten sind, unter anderem auch Neuinterpretationen von Klassikern wie Cat Stevens’ Father & Son oder Heart of Gold von Neil Young. Unter den Aufnahmen finden sich auch Duette mit den Musikergrößen Joe Strummer, Tom Petty und dem Rock-’n’-Roll-Veteran Carl Perkins. Ebenfalls 2003 erinnerte Emmylou Harris mit dem Song Strong Hand (Just One Miracle) auf ihrem Album Stumble Into Grace an die Liebe zwischen Cash und Carter und ihre Freundschaft mit den beiden.
Nach Cashs Tod wurden Hunderte von Bändern in einem Büro hinter den Aufnahmestudios gefunden. Einige davon hatte er als Personal Files gekennzeichnet, es handelte sich um unzählige private Solo-Aufnahmen aus den 1970er und 1980er Jahren. 49 Songs davon wurden im Mai 2006 als Doppel-CD mit dem Titel Personal File – Homerecordings erstmals veröffentlicht. Das Album enthält eine Sammlung von Titeln, die von klassischen Folk- und Gospel-Interpretationen über Cashs persönliche Lieblingslieder bis hin zu eigenen Songs reicht.
Im Juli 2006 erschien bei Lost Highway Records mit American V: A Hundred Highways das fünfte Album der American-Recordings-Reihe. Es enthält erneut Cash-Interpretationen von bekannten Songs wie beispielsweise Gordon Lightfoots If You Could Read My Mind oder Don Gibsons A Legend in My Time, aber auch eigene Lieder wie den letzten von Cash geschriebenen Song Like the 309. Das Album wurde mit Gold ausgezeichnet und erreichte Platz eins in den amerikanischen Country-Alben-Charts – sein letztes Solo-Album, dem dieses gelungen war, war Man in Black aus dem Jahr 1971.
Zu Cashs Song God’s Gonna Cut You Down erschien im Dezember 2006 ein Tribute-Video, in dem viele seiner Freunde und Musikerkollegen wie Brian Wilson, Bono, Keith Richards, Kanye West, Johnny Depp, Justin Timberlake, Dennis Hopper, Anthony Kiedis oder Kris Kristofferson auftraten. 2010 erschienen weitere Songs, die zur selben Zeit wie A Hundred Highways aufgenommen worden waren, als letzter Teil der American-Recordings-Reihe unter dem Titel American VI: Ain’t No Grave.
Wie von seinem Sohn John Carter Cash Ende 2013 angekündigt, erschien 2014, elf Jahre nach Johnny Cashs Tod, das Album Out Among the Stars mit zwölf bis dahin unveröffentlichten Songs. Die schon 2012 in den Tresorräumen auf Bändern entdeckten Songs waren 1981 in den Columbia Studios in Nashville und 1984 in den 1111 Sound Studios in Los Angeles von seiner Plattenfirma Columbia aufgenommen worden, die sich kurz darauf von Cash getrennt hatte.
Anfang 2016 wurde einer von 14 neu entdeckten Spinnenarten aus dem Südwesten der Vereinigten Staaten zu Ehren des Sängers der Name Aphonopelma johnnycashi verliehen. Wie der Leiter der Forschungsgruppe an der Auburn University in Alabama, Chris Hamilton, erläuterte, wurde der Spinne der Name wegen ihrer schwarzen Erscheinung und der räumlichen Nähe zum Folsom State Prison im US-Bundesstaat Kalifornien gegeben. Im Dezember 2021 wurde ein Asteroid nach Johnny Cash benannt: (10505) Johnnycash.

## Cash Cabin Studio und Old Hickory Lake House

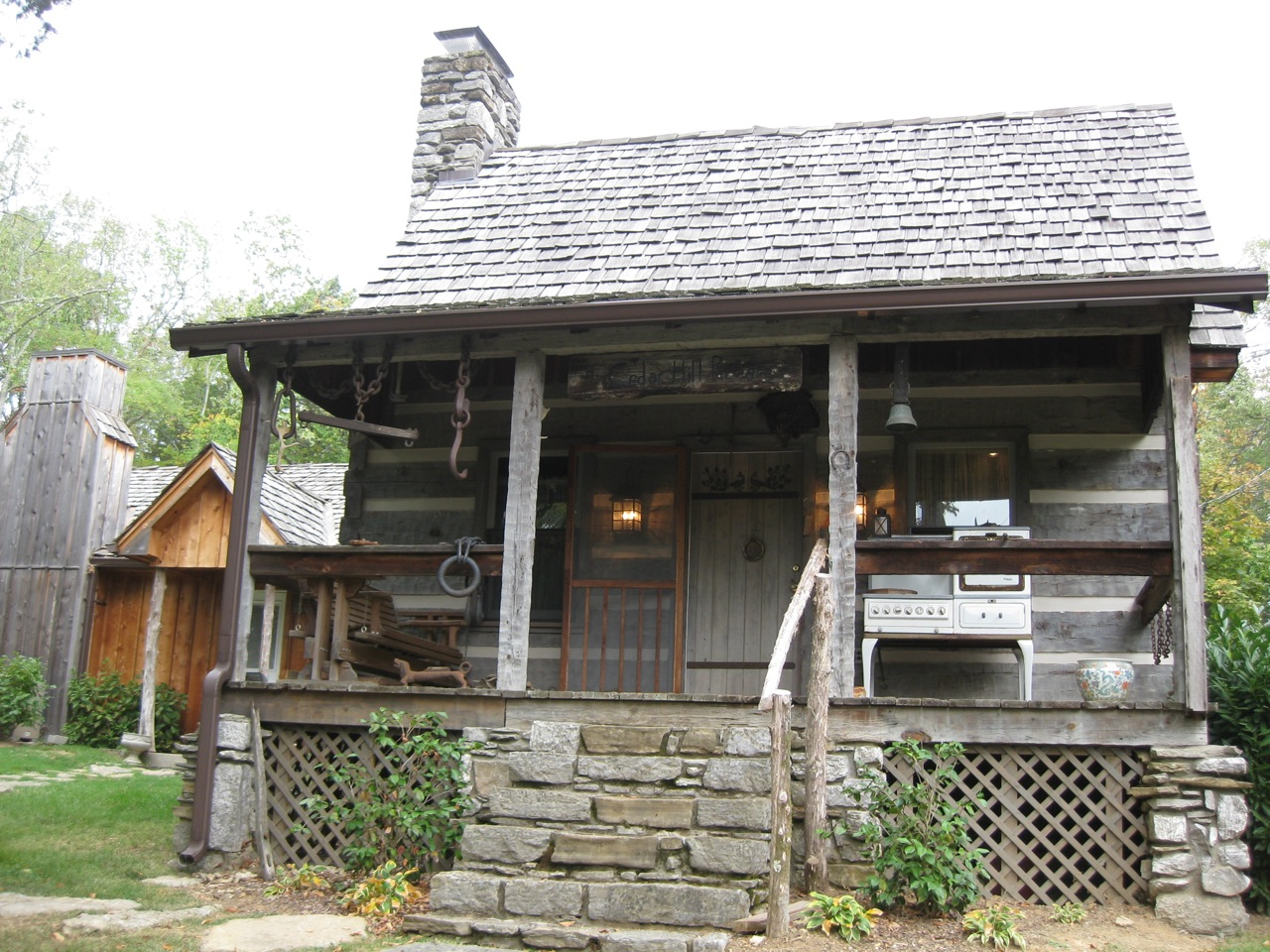
Cash Cabin Studio in Hendersonville, Tennessee, (2008)

John Carter Cash hat das Aufnahmestudio seines Vaters übernommen, ein zweites Zimmer angebaut und das Cash Cabin Studio am Caudill Drive auch für andere Künstler geöffnet.
Das aus dem Videoclip zu Hurt bekannte gegenüberliegende Haus am Old Hickory Lake, in dem Cash mit seiner Frau 35 Jahre lang gelebt hatte, wurde im Januar 2006 von Sänger Barry Gibb der Bee Gees für 2,3 Millionen US-Dollar gekauft, der es umfangreich renovieren ließ, um es später als Feriendomizil nutzen zu können. Im April 2007 brannte das Haus während der Renovierungsarbeiten vollständig nieder. Die Brandursache ist unklar. Das Feuer konnte sich wegen eines erst kurz zuvor aufgetragenen, leicht entflammbaren Holzschutzmittels so schnell ausbreiten, dass das Anwesen von der Feuerwehr nicht mehr rechtzeitig vor den Flammen gerettet werden konnte.

## Biografischer Film
2005 inszenierte James Mangold eine Filmbiografie über Johnny Cash mit dem Titel Walk the Line. Der Film umfasst die Jahre 1944 bis 1968, vom Tod von Cashs Bruder Jack bis zum Heiratsantrag an June Carter vor Publikum. Die Hauptrollen spielen Joaquin Phoenix als Johnny Cash und Reese Witherspoon als June Carter. Der Film wurde 2006 mit drei Golden Globes ausgezeichnet und für fünf Oscars nominiert; Reese Witherspoon erhielt den Oscar als „Beste Hauptdarstellerin“.
In der ebenfalls von Mangold inszenierten Filmobiografie Like A Complete Unknown (A Complete Unknown, 2024) über Bob Dylan wird Cash von Boyd Holbrook gespielt.

## Cash und der Glaube
Cash war Baptist, trat als gläubiger Christ in Erscheinung und wurde vor allem während seiner Ehe mit June Carter auch als solcher von der Öffentlichkeit wahrgenommen. Sein tiefer Glaube war nicht nur auf seine Eltern und deren Erziehung zurückzuführen, sondern auch auf den Einfluss seines älteren Bruders Jack, der Pfarrer werden wollte. Cash war eng mit dem Baptistenpastor Billy Graham befreundet, der bei dem Song The Preacher Said, „Jesus Said“ zu hören ist. Auch der Pfarrer Jimmy Snow zählte zu Cashs engerem Freundeskreis.
Einer der ersten Songs, die Cash schrieb, war Belshazzar nach der Erzählung von dessen Gastmahl in Dan 5 . Cash verließ Sun Records unter anderem auch, weil Sam Phillips ihn keine Gospelsongs aufnehmen lassen wollte, da er solche Platten für nicht vermarktbar hielt. Bei Columbia sagte man Cash hingegen ausdrücklich zu, Gospelalben produzieren zu können, was er dann auch mehrfach tat. Sein zweites Columbia-Album Hymns by Johnny Cash war ein reines Gospelalbum.
1969 nahm Cash The Holy Land auf. Es enthielt nicht nur Lieder, sondern auch gesprochene Texte. Es war das einzige Gospelalbum, auf dem Cash solche Texte nutzte, obwohl er zuvor und auch später häufig Songs durch solche Texte verband, in der Regel bei Konzeptalben wie Ride This Train oder America aus den Jahren 1960 und 1972. Während seiner Zeit bei American Recordings nahm Cash ebenfalls viele Spirituals und Gospelsongs auf. Eines seiner letzten Stücke, The Man Comes Around handelt vom Jüngsten Gericht und der Wiederkehr Jesu.

## Diskografie
Cash verkaufte mehr als 90 Millionen Tonträger.
Studioalben

| Jahr | Titel                                        | Höchstplatzierung, Gesamtwochen, AuszeichnungChartplatzierungen (Jahr, Titel, Platzierungen, Wochen, Auszeichnungen, Anmerkungen) | Höchstplatzierung, Gesamtwochen, AuszeichnungChartplatzierungen (Jahr, Titel, Platzierungen, Wochen, Auszeichnungen, Anmerkungen) | Höchstplatzierung, Gesamtwochen, AuszeichnungChartplatzierungen (Jahr, Titel, Platzierungen, Wochen, Auszeichnungen, Anmerkungen) | Höchstplatzierung, Gesamtwochen, AuszeichnungChartplatzierungen (Jahr, Titel, Platzierungen, Wochen, Auszeichnungen, Anmerkungen) | Höchstplatzierung, Gesamtwochen, AuszeichnungChartplatzierungen (Jahr, Titel, Platzierungen, Wochen, Auszeichnungen, Anmerkungen) | Höchstplatzierung, Gesamtwochen, AuszeichnungChartplatzierungen (Jahr, Titel, Platzierungen, Wochen, Auszeichnungen, Anmerkungen) | Anmerkungen                                                |
| Jahr | Titel                                        | DE | AT | CH | UK | US | Country | Anmerkungen                                                |
| ---- | -------------------------------------------- | --- | --- | --- | --- | --- | --- | ---------------------------------------------------------- |
| 1959 | The Fabulous Johnny Cash                     | — | — | — | — | US19 (11 Wo.)US | — | Erstveröffentlichung: 1959                                 |
| 1963 | Blood, Sweat and Tears                       | — | — | — | — | US80 (15 Wo.)US | — | Erstveröffentlichung: 1963                                 |
| 1963 | Ring of Fire: The Best of Johnny Cash        | — | — | — | — | US26 Gold · (68 Wo.)US | Country1 (32 Wo.)Country | Erstveröffentlichung: Juli 1963 Verkäufe: 500.000          |
| 1964 | I Walk the Line                              | — | — | — | UK— SilberUK | US53 Gold · (23 Wo.)US | Country1 (42 Wo.)Country | Erstveröffentlichung: Mai 1964 Verkäufe: 560.000           |
| 1964 | Bitter Tears: Ballads of the American Indian | — | — | — | — | US47 (13 Wo.)US | Country2 (20 Wo.)Country | Erstveröffentlichung: 1. Oktober 1964                      |
| 1965 | Orange Blossom Special                       | — | — | — | — | US49 (13 Wo.)US | Country3 (14 Wo.)Country | Erstveröffentlichung: März 1965                            |
| 1966 | Everybody Loves a Nut                        | — | — | — | UK28 (1 Wo.)UK | US88 (9 Wo.)US | Country5 (13 Wo.)Country | Erstveröffentlichung: 1966                                 |
| 1966 | Happiness Is You                             | — | — | — | — | — | Country10 (26 Wo.)Country | Erstveröffentlichung: 1966                                 |
| 1967 | Carryin’ On with Johnny Cash & June Carter   | — | — | — | — | US194 (3 Wo.)US | Country5 (17 Wo.)Country | Erstveröffentlichung: 1967                                 |
| 1968 | From Sea to Shining Sea                      | — | — | — | UK40 (1 Wo.)UK | — | Country9 (14 Wo.)Country | Erstveröffentlichung: 1968                                 |
| 1969 | Get Rhythm                                   | — | — | — | — | US164 (6 Wo.)US | Country30 (9 Wo.)Country | Erstveröffentlichung: 1969                                 |
| 1969 | Story Songs of the Trains and Rivers         | — | — | — | — | US197 (2 Wo.)US | Country2 (24 Wo.)Country | Erstveröffentlichung: 1969                                 |
| 1970 | Hello, I’m Johnny Cash                       | — | — | — | UK6 (19 Wo.)UK | US6 Gold · (30 Wo.)US | Country1 (38 Wo.)Country | Erstveröffentlichung: 1970 Verkäufe: 500.000               |
| 1970 | Showtime                                     | — | — | — | — | US181 (4 Wo.)US | Country14 (19 Wo.)Country | Erstveröffentlichung: 1970                                 |
| 1970 | The Singing Storyteller                      | — | — | — | — | US186 (3 Wo.)US | Country45 (2 Wo.)Country | Erstveröffentlichung: 1970                                 |
| 1971 | Man in Black                                 | — | — | — | UK18 (7 Wo.)UK | US56 (12 Wo.)US | Country1 (29 Wo.)Country | Erstveröffentlichung: 1971                                 |
| 1972 | A Thing Called Love                          | — | — | — | UK8 (11 Wo.)UK | US112 (9 Wo.)US | Country2 (24 Wo.)Country | Erstveröffentlichung: 1972                                 |
| 1972 | America: A 200-Year Salute in Story and Song | — | — | — | — | US176 (7 Wo.)US | Country3 (19 Wo.)Country | Erstveröffentlichung: 1972                                 |
| 1972 | International Superstar                      | DE41 (1 Wo.)DE | — | — | — | — | — | Erstveröffentlichung: 1972                                 |
| 1973 | Any Old Wind That Blows                      | — | — | — | — | US188 (4 Wo.)US | Country5 (14 Wo.)Country | Erstveröffentlichung: 1973                                 |
| 1973 | Johnny Cash and His Woman                    | — | — | — | — | — | Country32 (15 Wo.)Country | Erstveröffentlichung: August 1973                          |
| 1974 | Ragged Old Flag                              | — | — | — | — | — | Country16 (11 Wo.)Country | Erstveröffentlichung: 5. April 1974                        |
| 1974 | The Junkie and the Juicehead Minus Me        | — | — | — | — | — | Country48 (4 Wo.)Country | Erstveröffentlichung: September 1974                       |
| 1975 | Look at Them Beans                           | — | — | — | — | — | Country38 (9 Wo.)Country | Erstveröffentlichung: September 1975                       |
| 1976 | One Piece at a Time                          | — | — | — | UK49 (4 Wo.)UK | US185 (2 Wo.)US | Country2 (15 Wo.)Country | Erstveröffentlichung: 1976                                 |
| 1977 | The Last Gunfighter Ballad                   | — | — | — | — | — | Country29 (7 Wo.)Country | Erstveröffentlichung: Januar 1977                          |
| 1977 | The Rambler                                  | — | — | — | — | — | Country31 (8 Wo.)Country | Erstveröffentlichung: Juli 1977                            |
| 1978 | I Would Like to See You Again                | — | — | — | — | — | Country23 (14 Wo.)Country | Erstveröffentlichung: April 1978                           |
| 1979 | Silver                                       | — | — | — | — | — | Country28 (10 Wo.)Country | Erstveröffentlichung: 30. Mai 1979                         |
| 1981 | One Piece at a Time                          | — | — | — | — | — | Country24 (12 Wo.)Country | Erstveröffentlichung: Juni 1981                            |
| 1987 | Johnny Cash Is Coming to Town                | — | — | — | — | — | Country36 (26 Wo.)Country | Erstveröffentlichung: 13. April 1987                       |
| 1988 | Water from the Wells of Home                 | — | — | — | — | — | Country48 (22 Wo.)Country | Erstveröffentlichung: Mai 1988                             |
| 1991 | The Mystery of Life                          | — | — | — | — | — | Country67 (1 Wo.)Country | Erstveröffentlichung: März 1991                            |
| 1994 | American Recordings                          | — | — | — | UK— SilberUK | US110 (9 Wo.)US | Country23 (22 Wo.)Country | Erstveröffentlichung: November 1994 Verkäufe: 60.000       |
| 1996 | Unchained                                    | DE96 (1 Wo.)DE | — | — | — | US170 (2 Wo.)US | Country26 (22 Wo.)Country | Erstveröffentlichung: November 1996                        |
| 2000 | American III: Solitary Man                   | DE63 (11 Wo.)DE | — | — | UK— SilberUK | US88 (4 Wo.)US | Country11 (27 Wo.)Country | Erstveröffentlichung: Oktober 2000 Verkäufe: 60.000        |
| 2002 | American IV: The Man Comes Around            | DE18 Platin · (27 Wo.)DE | AT25 (12 Wo.)AT | CH40 (3 Wo.)CH | UK40 Platin · (6 Wo.)UK | US22 Platin · (62 Wo.)US | Country2 (104 Wo.)Country | Erstveröffentlichung: 5. November 2002 Verkäufe: 2.100.000 |
| 2003 | Unearthed                                    | DE99 (1 Wo.)DE | — | — | — | US— GoldUS | Country33 (12 Wo.)Country | Erstveröffentlichung: 25. November 2003 Verkäufe: 500.000  |
| 2006 | American V: A Hundred Highways               | DE7 Gold · (13 Wo.)DE | AT8 (9 Wo.)AT | CH16 (8 Wo.)CH | UK9 Gold · (10 Wo.)UK | US1 Gold · (17 Wo.)US | Country1 (42 Wo.)Country | Erstveröffentlichung: 4. Juli 2006 Verkäufe: 785.000       |
| 2010 | American VI: Ain’t No Grave                  | DE3 (13 Wo.)DE | AT1 (11 Wo.)AT | CH10 (9 Wo.)CH | UK9 Silber · (5 Wo.)UK | US3 (11 Wo.)US | Country2 (63 Wo.)Country | Erstveröffentlichung: 23. Februar 2010 Verkäufe: 60.000    |
| 2014 | Out Among the Stars                          | DE4 (9 Wo.)DE | AT2 (9 Wo.)AT | CH1 Gold · (18 Wo.)CH | UK4 Silber · (13 Wo.)UK | US3 (13 Wo.)US | Country1 (26 Wo.)Country | Erstveröffentlichung: 25. März 2014 Verkäufe: 75.000       |
| 2024 | Songwriter                                   | DE4 (4 Wo.)DE | AT5 (4 Wo.)AT | CH6 (2 Wo.)CH | UK42 (1 Wo.)UK | US92 (1 Wo.)US | Country23 (… Wo.)Country | Erstveröffentlichung: 28. Juni 2024                        |

grau schraffiert: keine Chartdaten aus diesem Jahr verfügbar

## Filmografie (Auswahl)
- 1959: The Rebel (Fernsehserie, Titelsong The Ballad of Johnny Yuma)
- 1961: Der zweite Mann (The Deputy, Fernsehserie, Folge 2×34)
- 1961: Noch fünf Minuten zu leben (5 Minutes to Live)
- 1970: Die Partridge Familie (The Partridge Family, Fernsehserie, Folge 1×01)
- 1971: Rivalen des Todes (alternativer Titel: Duell in Mexico) (A Gunfight)
- 1973: Columbo: Schwanengesang (Swan Song, Fernsehreihe, Folge 3×07)
- 1974: Ridin’ the Rails
- 1976: Unsere kleine Farm (Little House on the Prairie, Fernsehserie, Folge 3×01)
- 1978: Thaddeus Rose and Eddie (Fernsehfilm)
- 1981: Verfluchter Mist (The Pride of Jesse Hallam, Fernsehfilm)
- 1983: Mord im falschen Bezirk (Murder in Coweta County, Fernsehfilm)
- 1984: The Baron and the Kid
- 1985: Fackeln im Sturm (North and South, Miniserie, 5. Teil)
- 1986: Die letzten Tage von Frank und Jesse James (The Last Days of Frank and Jesse James, Fernsehfilm)
- 1986: Höllenfahrt nach Lordsburg (Stagecoach) (Fernsehfilm)
- 1993–1997: Dr. Quinn – Ärztin aus Leidenschaft (Dr. Quinn, Medicine Woman, Fernsehserie, 4 Folgen)
- 1996: Renegade – Gnadenlose Jagd (Renegade, Fernsehserie, Folge 4×22)
- 1997: Die Simpsons (The Simpsons, Zeichentrickserie, Folge 8×09 als Coyote)
- 1998: All My Friends Are Cowboys

## Auszeichnungen
| Jahr | Org.   | Award                                      | Titel |
| ---- | ------ | ------------------------------------------ | --- |
| 1968 | CMA    | Album of the Year                          | „Johnny Cash at Folsom Prison“ |
| 1968 | Grammy | Best Country & Western Performance, Duo    | „Jackson“ (mit June Carter) |
| 1969 | CMA    | Album of the Year                          | „Johnny Cash at San Quentin Prison“ |
| 1969 | CMA    | Entertainer of the Year                    | |
| 1969 | CMA    | Male Vocalist of the Year                  | |
| 1969 | CMA    | Single of the Year                         | „A Boy Named Sue“ |
| 1969 | CMA    | Vocal Group of the Year                    | mit June Carter |
| 1969 | Grammy | Best Male Country Vocal Performance        | „Folsom Prison Blues“ |
| 1969 | Grammy | Best Album Notes                           | „Folsom Prison Blues“ |
| 1970 | Grammy | Best Male Country Vocal Performance        | „A Boy Named Sue“ |
| 1970 | Grammy | Best Album Notes                           | „Nashville Skyline“ von Bob Dylan |
| 1971 | Grammy | Best Country Performance by a Duo or Group | „If I Were a Carpenter“ |
| 1985 | ACM    | Single of the Year                         | „Highwayman“ |
| 1987 | Grammy | Best Spoken Word or Non-Musical Recording  | „Interviews from the Class of ’55 Recording Sessions“ (Gemeinsam mit Jerry Lee Lewis, Chips Moman, Ricky Nelson, Roy Orbison, Carl Perkins & Sam Phillips) |
| 1995 | Grammy | Best Contemporary Folk Album               | „American Recordings“ |
| 1998 | Grammy | Best Country Album                         | „Unchained“ |
| 1999 | Grammy | Lifetime Achievement Award                 | Auszeichnung für Cashs Lebenswerk |
| 2001 | Grammy | Best Male Country Vocal Performance        | „Solitary Man“ |
| 2003 | CMA    | Album of the Year                          | „American IV: The Man Comes Around“ |
| 2003 | CMA    | Music Video of the Year                    | „Hurt“ |
| 2003 | CMA    | Single of the Year                         | „Hurt“ |
| 2003 | Grammy | Best Male Country Vocal Performance        | „Give My Love to Rose“ |
| 2004 | Grammy | Best Short Form Music Video                | „Hurt“ |

Der Rolling Stone listete Cash auf Rang 31 der 100 größten Musiker sowie auf dem 21. Platz der 100 größten Sänger und auf Platz 43 der 100 größten Songwriter aller Zeiten. I Walk the Line, Folsom Prison Blues und Ring of Fire finden sich auf der Liste der 500 besten Songs aller Zeiten.
Cash wurde in folgende Halls of Fame aufgenommen:
| 1977: | Nashville Songwriters Hall of Fame |
| 1980: | Country Music Hall of Fame         |
| 1992: | Rock and Roll Hall of Fame         |
| 2011: | Gospel Music Hall of Fame          |

2013 wurde das Johnny-Cash-Museum in Downtown Nashville eröffnet, das eine Vielzahl von Exponaten aus dem Leben des Sängers zeigt.
2024 wurde eine aus Bronze gefertigte überlebensgroße Johnny-Cash-Statue in die National Statuary Hall Collection im Kapitol von Washington, D.C. aufgenommen. Die Sammlung umfasst Statuen von prominenten Bürgern der Vereinigten Staaten, die von ihren Heimatbundesstaaten in Anerkennung ihrer besonderen Leistungen gestiftet wurden.